# Polycarpaea gaudichaudii
Polycarpaea gaudichaudii là loài thực vật có hoa thuộc họ Cẩm chướng. Loài này được Gagnep. miêu tả khoa học đầu tiên năm 1909.